# Джонатан, Гудлак
Гудлак Эбеле Азикиве Джонатан (англ. Goodluck Ebele Azikiwe Jonathan; род. 20 ноября 1957[…], Отуоке, Байельса) — политик и государственный деятель Нигерии, президент Нигерии (2010—2015). По вероисповеданию — христианин. Этническое происхождение — иджо.

## Биография
Родился в бедной семье на юге Нигерии, в деревне, расположенной в дельте Нигера; принадлежит к народности иджо. Окончил школу Матер Деи в Имиринги и, в 1981 году Университет Порт-Харкурта по специальности биология. После окончания вуза он должен был отработать один год на службе государства, что сделал в качестве школьного учителя в сельской школе штата Осун.
С ноября 1983 года – преподаватель биологии в колледже штата Риверс в Порт-Харкурте. В 1985 году он получил степень магистра в области гидробиологии и биологии промысловой рыбы. В качестве учёного Джонатан был включен в 1993 году в комитет по развитию региона Дельты, где он отвечал за экологию. В 1995 году он получил степень PhD по зоологии.
В 1999 году был избран вице-губернатором штата Байелса, после ареста губернатора  Аламьейесеига стал губернатором с 9 декабря 2005 по 28 мая 2007 года. 29 мая 2007 года был приведён к присяге как вице-президент Нигерии. Джонатан — член правящей Народно-Демократической партии.
13 января 2010 года федеральный суд передал ему полномочия президента, поскольку ранее избранный президент Умару Яр-Адуа проходил длительный курс лечения в Саудовской Аравии. 9 февраля 2010 года Сенат Нигерии подтвердил передачу полномочий. В марте 2010 года Джонатан распустил кабинет министров, доставшийся ему от предыдущего президента, и приступил к назначению новых министров, чем вызвал недовольство в среде сторонников Умару Яр-Адуа. 6 мая 2010 года приведён к присяге как президент Нигерии в связи со смертью Умару Яр-Адуа. В 2011 году выставил свою кандидатуру на президентских выборах и победил в первом туре. 
В 2010 году принял закон о развитии нигерийской нефтегазовой промышленности, в рамках которого правительство стало вовлекать больше местных компаний в работу в этом секторе, обязав крупные международные корпорации заключать с ними контракты.
Чтобы решить проблему занятости молодёжи, была принята программа резервирования рабочих мест (отдельно — для молодых девушек), а в течение 2012 года планировалось трудоустроить 370 тыс. молодых людей.
В июле 2012 года парламентское расследование обнаружило факты вопиющей коррупции. Выяснилось, что за три года из казны было украдено 6,8 млрд. долл. нефтяных доходов. Были также обнаружены факты продажи государственной нефти по заниженным ценам нефтяным компаниям, что нанесло многомиллионный ущерб бюджету.
На годы правления Джонатана пришёлся пик активности группировки Боко Харам. Недовольство неэффективностью действий правительства повлияла на поражение Джонатана на президентских выборах в 2015 году, когда он уступил М. Бухари.